# Щербина Ігор Іванович
І́гор Іва́нович Щерби́на (позивний «Сват»; 3 липня 1966, с. Іваньки, Маньківський район, Черкаська область — 16 лютого 2015, м. Дебальцеве, Донецька область) — український військовик, полковник, заступник командира батальйону, 40-й окремий мотопіхотний батальйон «Кривбас» (17-а окрема танкова бригада), нагороджений орденом Богдана Хмельницького III ступеня.

## Життєпис
Ігор Іванович Щербина народився 3 липня 1966 року в селі Іваньки на Черкащині. З дитинства Ігор мріяв стати військовим та захищати рідну Батьківщину. У 1983 році закінчив середню школу, у цьому ж році вступив до Орджонікідзевського вищого загальновійськового командного училища імені Єрьоменка до роти глибинної розвідки.
Після закінчення училища був направлений до міста Термез (Узбекистан) у полк резерву офіцерського складу. У 1987 році служить у Київському військовому окрузі, був командиром навчального мотострілецького взводу 354 гвардійського мотострілецького полку. Після розпаду Радянського Союзу Ігор Іванович вирішив, що військову службу він буде продовжувати в незалежній Україні.
З 1991—1994 роки був командиром роти навчально-бойових озброєнь та техніки м. Києва.
У 1994 році брав участь у миротворчих силах ООН (в Югославії). Ігор Іванович не дуже полюбляв розповідати про несення військової служби в Югославії, але іноді наголошував на тому, що українські військовослужбовці 240 окремого батальйону у складі миротворців ООН гідно несли військову службу, контролювали транспортні шляхи, допомагали відновлювати лікарні, школи, дороги, в м. Сараєво в Боснії та Герцеговині.
У 1996 році закінчив Національну Академію Збройних Сил України за спеціальністю: «Бойове застосування та управління діями підрозділів (частин, з'єднань) Сухопутних військ».
З 1999—2005 роки був заступником командира механізованого полку військової частини частині А—1622. У 1999 році за сумлінне виконання службових обов'язків Указом Президента України Ігоря Івановича було нагороджено орденом Богдана Хмельницького III ступеня. У 2004 році — відзнакою Міністра Оборони Збройних сил України «Доблесть і Честь». З 2005 по 2007 рік його було призначено командиром цього ж полку.
2007 року звільнився у запас. Працював на ДП «Судномех» Київського суднобудівного заводу, потім — начальником відділу з питань цивільного захисту населення Якимівської райдержадміністрації.
У 2014 році переїжджає до смт. Якимівка на Батьківщину своєї дружини Олени Леонідівни. В цьому ж році успішно пройшов конкурс в Якимівську районну державну адміністрацію на посаду начальника відділу з питань цивільного захисту населення райдержадміністрації Якимівського району Запорізької області.
Ігор Іванович вів активну громадську діяльність, був одним з ініціаторів створення громадського формування з охорони громадського порядку та кордону Якимівського району «Патріот». Патрулюючи вулиці Якимівки, він дуже часто розповідав молодим хлопцям про військову службу, військову техніку, та важливість фізичної підготовки майбутнього військовослужбовця ЗСУ.
В серпні 2014 року був мобілізований до ЗСУ на посаду командира 3-го батальйону 17-ї окремої танкової бригади, Кривий Ріг (раніше 40-й БТО «Кривбас»).
З грудня 2014 року перебував в районі м. Дебальцеве.

### Обставини загибелі
Ігор Іванович після виходу з Дебальцевого більшості своїх військовослужбовців останнім проривався з колоною поранених і вбитих бійців разом зі спецпризначенцями 16 лютого 2015 рокуріли його не змогли евакуювати. Коли військові повернулися на поле бою, полковника там не було. Його вважали зниклим безвісти.
У червні 2015 року за експертизою ДНК ідентифікований серед загиблих. 1 липня 2015 року урочисто похований у смт. Якимівка, Якимівський район, Запорізька область.

### Увічнення пам'яті
У Якимівському історико-краєзнавчому музеї було відкрито пам'ятний стенд, а в місцевій сільраді — куточок пам'яті, присвячений загиблому в зоні АТО полковнику ЗСУ земляку І. І. Щербині. Для увіковічення пам'яті І. І. Щербини встановлена меморіальна таблиця на будинку в смт Якимівка, де він мешкав із родиною. На його честь перейменована вулиця Жовтнева в смт Якимівці. Також на його честь перейменована головна вулиця у рідному селі Іваньки на Черкащині.

## Нагороди
- Орден Червоної Зірки, медалі й відзнаки.
- За військову службу та миротворчу діяльність нагороджено медаллю ООН у боротьбі за мир, та грамотою.
- орден Богдана Хмельницького III ступеня (Указ Президента України № 144/2015 від 14 березня 2015 року), за особисту мужність і високий професіоналізм, виявлені у захисті державного суверенітету та територіальної цілісності України[9].
- орден «За заслуги перед Запорізьким краєм» III ступеня, посмертно (розпорядження голови Запорізької обласної ради від 11.10.2017 № 402-н)[10]